# Jan Trachta
Jan Trachta (* 7. dubna 1977, Karlovy Vary) je český lékař – dětský chirurg. Pracuje na klinice dětské chirurgie v pražské nemocnici Motol. Od roku 2008 zároveň spolupracuje s mezinárodní humanitární a zdravotnickou organizací Lékaři bez hranic. Pod její hlavičkou již působil na sedmi misích v krizových oblastech, zejména v Africe, ale také na Haiti či v Sýrii.

## Život
Vystudoval lékařskou fakultu UK v Praze a do roku 2006 dálkově studoval na Fakultě humanitních studií UK.
V roce 1998 pracoval jako dobrovolný zdravotní asistent v leprosáriu v nemocnici Jeevodaya v Indii. V roce 2003 sloužil jako dobrovolník v posádce rychlé záchranné služby v Praze. Pro organizaci Člověk v tísni odcestoval v roce 2006 na Kubu, aby tam podpořil disent a zmapoval stav zdravotnictví.
Práce pro Lékaře bez hranic, k níž byl inspirován četbou o Albertu Schweitzerovi, ho v roce 2008 nejprve přivedla do konfliktem postižené Demokratické republiky Kongo.
 Přijel jsem do hor, kde byla rozpadlá nefunkční nemocnice bez elektřiny a vody. Chodily tam stovky pacientů denně, v okolí nic nefungovalo už asi deset let.

V rámci misí se dále dostal např. do Jižního Súdánu nebo na Pobřeží slonoviny. V lednu 2010 následovala krizová mise do zemětřesením zasaženého Haiti, kam odjížděl v jednom z prvních týmů několik hodin po katastrofě. Poté působil v rámci projektu Lékařů bez hranic ve Středoafrické republice.
Pohybovat se v africké nemocnici a zůstat v hlavě Evropanem je naprosto sebevražedné. Jestliže se rychle nepřehodíte do režimu, kde neexistuje nic jako krevní banka a kde sestry nechávají umírat pacienty, protože nejsou dostatečně vyškolené, budete se rozčilovat nad každou hloupostí, vytvoříte jedině napětí a vyhoříte za tři týdny. Musíte to brát tak, jak to je, a zlepšovat to málo, co zlepšit jde.

Po ukončení mise byl do září 2012 zaměstnán v univerzitní nemocnici v britském Southamptonu, poté pracoval v univerzitní nemocnici v Oxfordu. Na přelomu let 2013 a 2014 absolvoval další misi v Sýrii. Po návratu nastoupil na Kliniku dětské chirurgie FN Motol.

## Ocenění
- Hippokratova cena Unie pacientů ČR (2011)[6]
- Cena Magnesia Litera 2014 za knihu Tichý dech[7]

## Dílo
- Tichý dech: Zápisky českého lékaře z Afriky a Haiti, Nakladatelství Paseka Praha 2013, ISBN 978-80-7432-313-3